# 陈轩石
陈轩石（1969年—），广州人，中国电视节目主持人。毕业于北京广播学院。1988年5月至1996年8月在中国国际广播电台华语部从事粵語播音工作。1994年10月至2000年2月任职中国中央电视台海外中心新闻部，擔任中国中央电视台国际频道《中國新聞》粵語主播，1994年10月至1997年5月兼任中央電視臺海外編輯部《鄉音》主持人。2000年2月，粵語版《中國新聞》裁撤後，任《中國新聞》記者至今。2003年起担任中国中央电视台驻台湾首席记者兼《直通台湾》主持人。

## 相关事件
2009年3月，有网友在某论坛上发布帖子，声称陈轩石在主持节目时“舔嘴唇、抠鼻子、回头说笑及打电话”，引发舆论热议，被戏称为央视的“鬼脸门”。事后陈轩石通过人民网发表声明称，这是彻头彻尾的假新闻。四张分别被歪曲为直播中“舔嘴唇、抠鼻子、回头说笑及打电话”的照片，绝非播出画面，央视节目中从来就没有播出过这些镜头；他还表示这些画面及讯号是央视内部并不公开播出的资料，已涉嫌侵权，并称将保留法律追诉权。而央视工作人员也表示，央视方面将彻查将画面泄露出去的“内鬼”。